# Evangelisch-reformierte Kirche (Brandlecht)

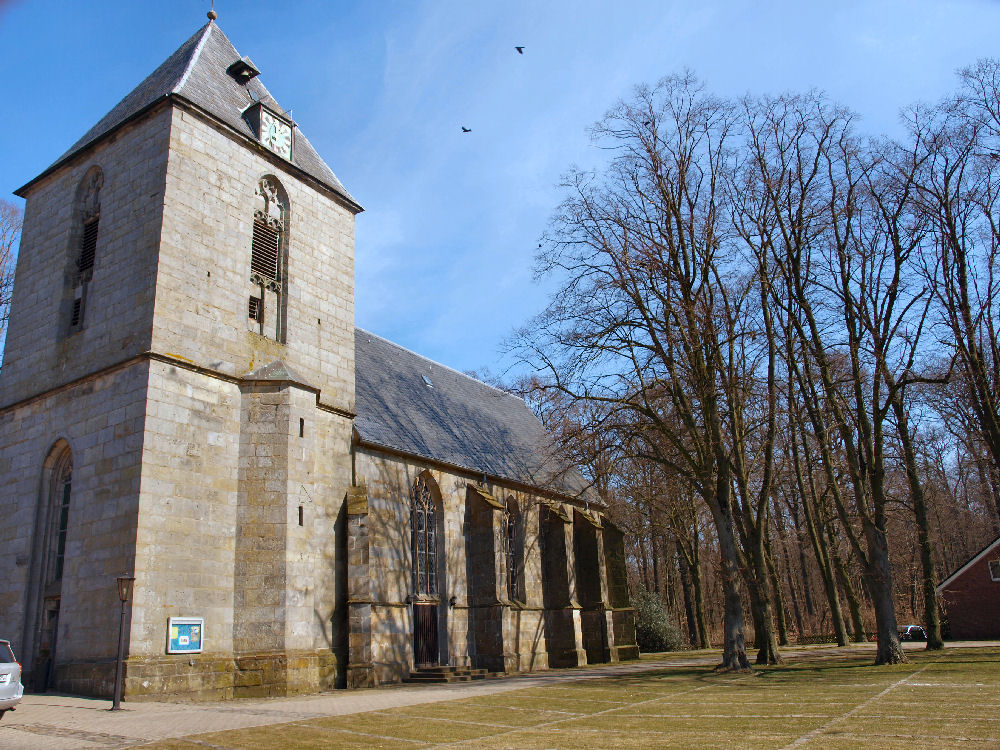
Evangelisch-reformierte Kirche

Die denkmalgeschützte Evangelisch-reformierte Kirche steht in Brandlecht, das zur Gemeinde Nordhorn im Landkreis Grafschaft Bentheim in Niedersachsen gehört. Die Kirchengemeinde gehört zum Synodalverband Grafschaft Bentheim der Evangelisch-reformierten Kirche (Landeskirche).

## Beschreibung
Seit dem 13. Jahrhundert existierte eine Eigenkirche des Gutes Brandlecht. Die Saalkirche aus Quadersteinen mit einem Langhaus aus zwei Jochen und dem Chor aus einem Joch mit einem 5/8tel-Schluss wurde um 1500 erbaut. Zwischen den Strebepfeilern befinden sich zwei- und dreiteilige Maßwerkfenster mit Fischblasen. 
Der 1505 auf quadratischem Grundriss in Breite des Kirchenschiffs errichtete zweigeschossige Kirchturm im Westen ist mit einem Pyramidendach gedeckt und hat auf der Südseite bis zum Stockwerkgesims einen dreiseitig vortretenden Anbau, in dem sich eine Wendeltreppe befindet. Im oberen Geschoss sind schlanke, mit Maßwerk ausgestattete, spitzbogige Arkaden, in denen Biforien als Klangarkaden liegen. In dem dahinter liegenden Glockenstuhl hängt eine Kirchenglocke, die 1474 gegossen wurde. Zwei weitere Glocken der Gießerei Petit & Gebr. Edelbrock sind die Umgüsse von historischen Glocken.
- Glocke 1: 1474 gegossen von Johannes Volkcer, Schlagton f′
- Glocke 2: 1952 gegossen von Petit & Edelbrock, Umguss einer Glocke von 1458, Schlagton as′
- Glocke 3: 1990 gegossen von Petit & Edelbrock 1990, Umguss einer Glocke von 1473, Schlagton b′

Auf der Westseite des Turms befindet sich das Portal mit geradem Sturz, über dem ein zweiteiliges Maßwerkfenster in einer Arkade zusammengefasst ist.
Der Innenraum des Langhauses ist mit einem Kreuzgewölbe, der Chor mit einem Sterngewölbe überspannt. Das Taufbecken stammt aus dem 13. Jahrhundert, seine Kuppa wird von vier Männern getragen. 
Die Orgel mit zehn Registern, verteilt auf ein Manual und ein Pedal, wurde 1891 von Carl Haupt gebaut für die reformierte Kirche Emlichheim gebaut. Sie wurde 1983 in die Kirche von Brandlecht versetzt, wo zuvor eine elektronische Orgel gespielt wurde.